# 毛盖猪笼草
毛盖猪笼草（学名：Nepenthes tentaculata）是一种分布于苏拉威西和婆罗洲的热带食虫植物。其生长于海拔400米至2550米的地区。
其种加词“tentaculata”来源于拉丁文“tentacula”，意为“触须”，指其笼盖上表面的附属物。

## 植物学史

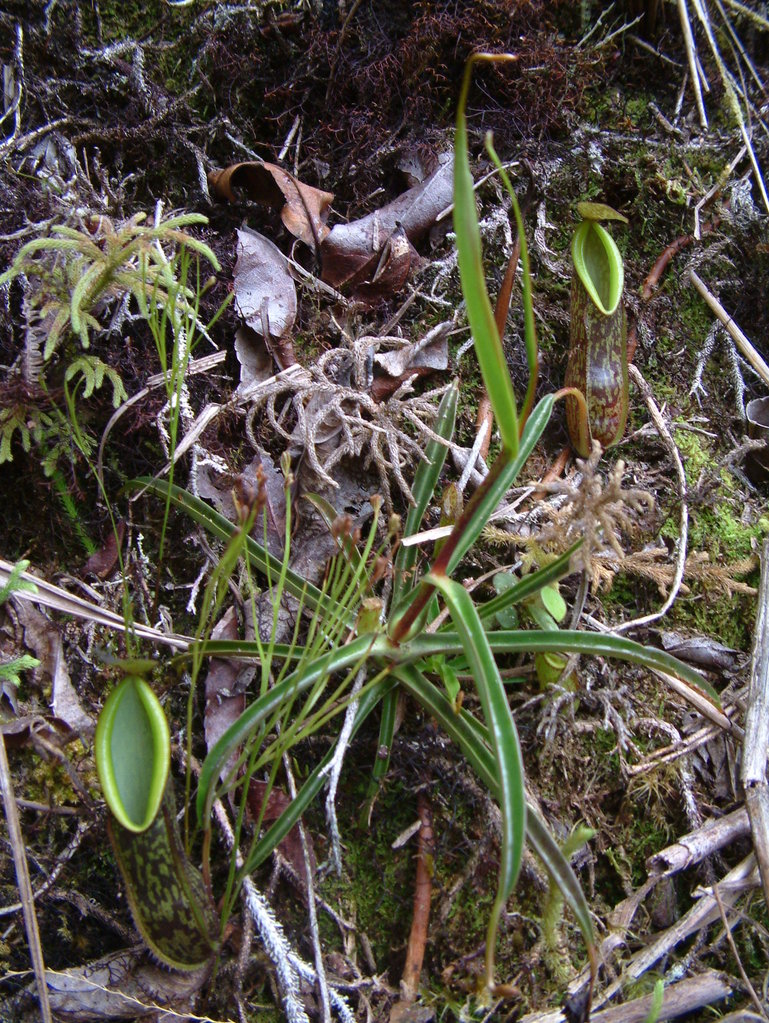
产自苏拉威西的毛盖猪笼草的莲座状植株

根据托马斯·洛布在1853年采集的标本，约瑟夫·道尔顿·胡克在他1873年的专著《猪笼草科》中正式描述了毛盖猪笼草。
在随后的几年，毛盖猪笼草出现于众多著名植物学家的著作中，如弗雷德里克·威廉·伯比奇（1882年）、奥多阿多·贝卡利（1886年）、恩斯特·温施曼（Ernst Wunschmann，1891年）、奥托·施塔普夫（1894年）、君特·贝克·冯·曼那哥塔-勒驰奈（1895年）、雅各布·海斯伯特·博尔拉吉（Jacob Gijsbert Boerlage，1900年）、埃尔默·德鲁·美林（1921年）和弗雷德里克·恩德特（1925年）。
约翰·缪尔黑德·麦克法兰1908年的专著中包含关于该物种的修订描述与插图。1914年，麦克法兰在《林奈学会杂志》（Journal of the Linnean Society）上写过关于毛盖猪笼草的文章。
1928年，B·H·丹瑟在他的开创性专著《荷属东印度群岛的猪笼草科植物》中提供了毛盖猪笼草的植物学描述及拉丁描述。

## 形态特征
毛盖猪笼草为藤本植物。茎呈圆柱形至三棱柱形，可长达3米，直径可达5毫米。节间距可达10厘米。
毛盖猪笼草的叶片无柄，呈披针形至椭圆形，可长达15厘米，宽至3厘米。叶尖為圆至急尖，叶基心形，抱莖，包圍莖部。中脉两侧的纵脉可多达4条。羽状脉为不规则的网状。笼蔓可长达15厘米。
毛盖猪笼草的捕虫笼都很小，高度很少超过15厘米。但一些较特殊的标本其捕虫笼可高达30厘米，宽至8厘米。毛盖猪笼草的下位笼下三分之一为卵形，上部为圆柱形，上位笼通体为圆柱形。下位笼腹面具一对笼翼，上位笼的笼翼常缩小为一对隆起。笼口一般为卵形，前部和基部呈急尖，非常的倾斜。唇为圆柱形，可宽达5毫米。具小型的唇肋和细小的唇齿。唇内缘部分约占截面表面总长度的57%。笼盖为卵形。通常情况下，笼盖上表面有许多丝状的附属物，多集中于笼盖的边缘。但某些变型完全缺失这个结构。
毛盖猪笼草的花序为总状花序。总花梗可长达15厘米，花序轴可长达10厘米。通常雌性花序要短于雄性花序。花梗少苞片，长达约为10毫米。萼片为椭圆形至披针形，可长达3毫米。一项对来自同一标本（Mjöberg 49，采集于婆罗洲海拔1700米处）的花粉大小研究显示，其210粒花粉的平均直径为29.8微米（标准误为0.4，变异系数为7.0%）。
毛盖猪笼草无毛被，植株所有部分都无毛。

## 生态关系
毛盖猪笼草广泛的分布于婆罗洲和苏拉威西。特别是在婆罗洲，几乎每一座海拔超过1000米的山上都存在着毛盖猪笼草。其通常生长于海拔1200米至2550米的地区。不过，在沙巴的司兰山（Mount Silam）和沙捞越的山都望山海拔740米以下的地区都可以发现毛盖猪笼草，有时甚至低于400米。
毛盖猪笼草的原生地通常为苔藓森林，但也曾在山脊顶部植被中发现毛盖猪笼草。，毛盖猪笼草与其他猪笼草不同，其不附生，仅陆生。其通常生长于泥炭藓中，可通过匍匐的地下茎无性繁殖。
根据2000年的评估，毛盖猪笼草已被列入《2006年世界自然保护联盟濒危物种红色名录》中，保护状况为無危。1997年，查尔斯·克拉克根据世界自然保护联盟标准作出的非正式评估中也得出了相同的结论。而在1995年，世界保护监测中心则将毛盖猪笼草列为“非濒危的”。

## 相关物种
毛盖猪笼草被归入“钩唇组（Hamata group）”中，其中还包括其他4种产自婆罗洲和苏拉威西并与之有密切近缘关系的物种：无毛猪笼草（N. glabrata）、钩唇猪笼草（N. hamata）、姆鲁山猪笼草（N. muluensis）、黑猪笼草（N. nigra）和毛律山猪笼草（N. murudensis）。
姆鲁山猪笼草最容易与毛盖猪笼草相混淆。它们的下位笼几乎完全相同，仅姆鲁山猪笼草的笼口更圆。其攀援茎、生长环境和叶片也都非常相似，仅姆鲁山猪笼草的叶片较窄。但它们的上位笼却有着非常大的区别，姆鲁山猪笼草上位笼的笼盖通常为白色，笼口圆，且笼蔓缩小或消失。
毛盖猪笼草与毛律山猪笼草也很相似，毛律山猪笼草常被描述为类似于巨型的毛盖猪笼草。毛律山猪笼草与之区别在于其笼盖的上表面无丝状的附属物，各方面都更壮硕，并且花序和部分营养组织具有密集的毛被。然而沙捞越北部的大部分毛盖猪笼草种群，其捕虫笼的高度都可以超过20厘米，这在外观上就非常接近于毛律山猪笼草。毛律山猪笼草的上位笼与毛盖猪笼草相比，其缺乏笼翼。虽然毛盖猪笼草的笼翼存在可变性，但毛律山地区的毛盖猪笼草的上位笼通常都具有笼翼。

## 种下类群
已发现了两种毛盖猪笼草的变种：
- Nepenthes tentaculata var. imberbis Becc. （1886）
- Nepenthes tentaculata var. tomentosa Macf. （1908）Macfarl. (1908)[13]

## 自然杂交种

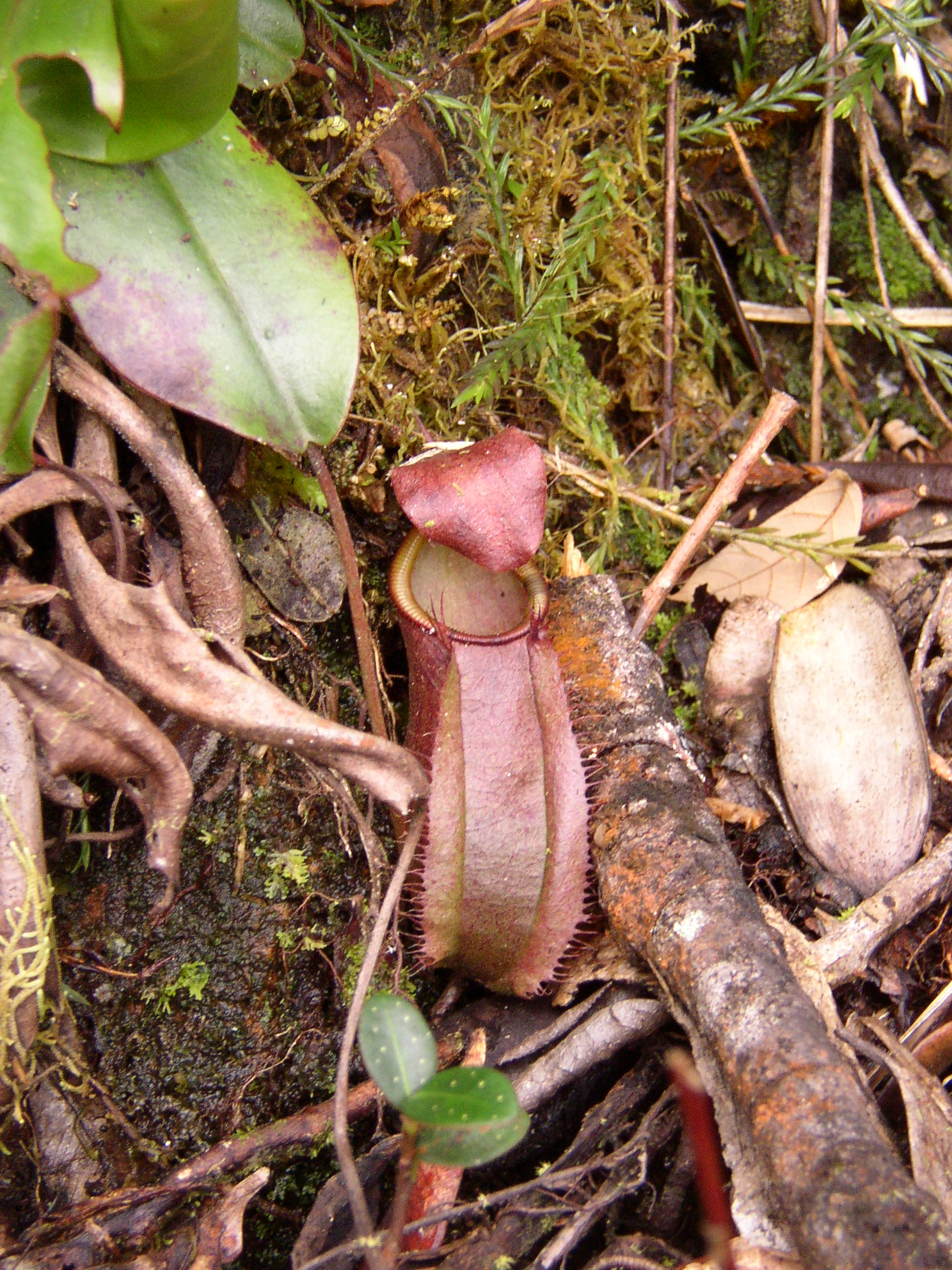
马来王猪笼草与毛盖猪笼草的自然杂交种

以下是已发现的关于毛盖猪笼草的自然杂交种：
- N. burbidgeae × N. tentaculata[16]
- N. fusca × N. tentaculata[27]
- N. glabrata × N. tentaculata[3]
- N. hamata × N. tentaculata[3]
- ? N. lowii × N. tentaculata[26]
- N. macrovulgaris × N. tentaculata[16]
- N. maxima × N. tentaculata[28]
- N. muluensis × N. tentaculata[3][=N. × sarawakiensis][16]
- N. nigra × N. tentaculata[23]
- N. pitopangii × N. tentaculata[29]
- N. rajah × N. tentaculata[16]
- N. reinwardtiana × N. tentaculata[3][=?N. murudensis][16]
- N. stenophylla × N. tentaculata[16]

### 沙捞越猪笼草
1993年，J·H·亚当、C·C·威尔科克和M·D·斯温（M. D. Swaine）将姆鲁山猪笼草与毛盖猪笼草的自然杂交种描述为沙捞越猪笼草。他们基于笼蔓尾和笼盖上表面外围的丝状附属物将其与姆鲁山猪笼草区分开来。他们还比较了姆鲁山猪笼草与其自然杂交种叶片中酚类化合物的分布。但他们并未具体说明研究植株数量和重复次数的多少。因此也有学者质疑这个自然杂交种的存在。查尔斯·克拉克写道，他们在描述沙捞越猪笼草时认为“这样的研究不容易进行重复实验。”尽管这个自然杂交种可能存在，但沙捞越猪笼草的描述也有可能是基于姆鲁山猪笼草的下位笼标本得出的。
2002年，植物生化素筛查和色谱法被用于研究存在于产于沙巴和沙捞越的自然杂交种及其假定亲本中的酚类化合物和无色花青苷。其中包含8个项目的色谱分析，分别为酚酸、黄酮醇、黄酮类、无色花青苷、未知类黄酮1和未知类黄酮3。这些物质在沙捞越猪笼草、姆鲁山猪笼草和毛盖猪笼草中的分布状况如表。同时，还对沙捞越猪笼草的一个组织培养样品进行了测试。
在姆鲁山猪笼草组织中未发现酚酸、未知类黄酮1和花青素，而在毛盖猪笼草的组织中未发现槲皮素、木犀草素、未知类黄酮3和花青素。而沙捞越猪笼草样本的色谱图呈现出与其假定的亲本互补。
在这个分析中没有涉及杨梅素的测试。这与之前其他研究者的研究一致:607-613，而对像杨梅素这样并不是广泛存在于猪笼草属植物中的化合物进行检测可以提供更多的鉴定依据。

## 扩展阅读
- 食虫植物照片搜寻引擎中毛盖猪笼草的照片 （页面存档备份，存于）

 维基共享资源上的相關多媒體資源：毛盖猪笼草
 維基物種上的相關：毛盖猪笼草